# Gentle Giant (álbum)
Gentle Giant fue el primer álbum de la banda británica de rock progresivo Gentle Giant, sacado a la venta en 1970. Fue el único álbum de la banda que figuró en la lista Billboard 200, ocupando el número 48.

## Lista de canciones

### Lado uno
1. "Giant"                     (D Shulman, P Shulman, R Shulman y K Minnear)            –   6:22
2. "Funny Ways"                (D Shulman, R Shulman y K Minnear)                       –   4:21
3. "Alucard"                   (D Shulman, P Shulman, R Shulman y K Minnear)            –   6:00
4. "Isn't It Quiet And Cold?"  (K Minnear)                                              –   3:51

### Lado dos
1. "Nothing At All"            (D Shulman, R Shulman y K Minnear)                       –   9:08
2. "Why Not?"                  (K Minnear)                                              –   5:31
3. "The Queen"                 (Trad Arr. D Shulman, P Shulman, R Shulman y K Minnear)  –   1:40

## Músicos
- Gary Green – guitarra principal, guitarra de doce cuerdas, flauta, coros.
- Kerry Minnear – voz, teclado, bajo, chelo, sintetizador, coros, percusiones.
- Derek Shulman – voz, coros, bajo.
- Phil Shulman – saxo, trompeta, recorder, flauta, voz, coros.
- Ray Shulman – bajo principal, violín, guitarra, percusión, coros.
- Martin Smith – batería, percusión, xilófono.

Músicos invitados:
- Paul Cosh – trompa tenor en "Giant"
- Claire Deniz – chelo en "Isn't It Quiet And Cold?"

## Producción
- Roy Baker - ingeniero de audio en todas las canciones
- George Underwood - ilustración de la portada del disco
- Tony Visconti - productor

- Datos: Q1931594